# Гейгер, Рудольф
Рудо́льф О́скар Ро́берт Уи́льямс Ге́йгер (/ˈɡaɪɡər/; немецкий: [ˈɡaɪɡɐ]; 24 августа 1894, Эрланген, Королевство Бавария — 22 января 1981, Мюнхен) — немецкий метеоролог и климатолог. Сын востоковеда-индолога Вильгельма Гейгера (1856—1943), брат физика Ханса Гейгера (1882—1945), создателя счётчика Гейгера.
С 1923 года работал в метеорологическом отделе Баварского лесного научно-исследовательского института. В 1927 году выпустил труд «Климат приземного слоя воздуха» («Das Klima der bodennahen Luftschicht»), впоследствии неоднократно переработанный и не потерявший ценности в XXI веке.
С 1937 года преподавал в Мюнхенском университете. В 1937—1945 годах одновременно возглавлял Метеоролого-физический институт Лесотехнического университета в Эберсвальде.
В 1948—1959 годах был профессором и директором Метеорологического института Мюнхенского университета.
Известен тем, что внёс некоторые изменения в классификацию климатов, разработанную русско-немецким учёным Владимиром Петровичем Кёппеном, поэтому её также называют классификацией климатов Кёппена-Гейгера.
Скончался в Мюнхене 22 января 1981 года.